# دریاچه گوسینویه
دریاچه گوسینویه (روسی: Гусиное озеро) یک دریاچه در استان بوریاتیای کشور روسیه است.